# فيناياك دامودار سافاركار
فيناياك دامودار سافاركار (بالإنجليزية: Vinayak Damodar Savarkar) المعروف أيضًا باسم فير سافاركار (بالإنجليزية: Veer Savarkar) (من مواليد 28 مايو عام 1883 - 26 فبراير عام 1966)، وهو سياسي وناشط وكاتب هندي. ساهم سافاركار بتطوير الأيديولوجية السياسية القومية الهندوسية لهندوتفا أثناء سجنه في راتناجيري في عام 1922. يُعدّ سافاركار شخصية بارزة في حزب المهاسابها الهندوسي. بدأ باستخدام البادئة الفخرية فير التي تعني «الشجاع» منذ أن كتب سيرته الذاتية.
انضم سافاركار إلى حزب المهاسابها الهندوسي ونشر مصطلح هندوتفا (بالهندوسية)، الذي صاغه سابقًا الأديب تشاندراناث باسو، بهدف إنشاء هوية جماعية «هندوسية» لتمثيل جوهر بارات (الهند). كان سافاركار ملحدًا هندوسيًا، لكنه في نفس الوقت كان ممارسًا براغماتيًا للفلسفة الهندوسية. بدأ سافاركار أنشطته السياسية كطالب في المدرسة الثانوية واستمر في القيام بذلك في كلية فيرجسون في بونه. أسّس هو وشقيقه جمعية سرية وأطلقاعليها اسم جمعية أبهيناف بارات (الجمعية الهندية الفتية). عندما انتقل إلى المملكة المتحدة لإكمال دراسته القانونية، شارك في منظمات مثل إنديا هاوس و فري إنديا سوسايتي. نشر أيضًا كتبًا تدعو إلى الاستقلال الهندي الكامل بالوسائل الثورية. حظرت السلطات الاستعمارية البريطانية أحد الكتب التي نشرها والذي يحمل عنوان حرب الاستقلال الهندية والذي يتحدث فيه عن ثورة الهند سنة 1857.
في عام 1910، تم القبض على سافاركار وأُمر بتسليمه إلى الهند بسبب صلاته بالجماعة الثورية إنديا هاوس. في رحلة العودة إلى الهند، عمد سافاركار إلى محاولة للهرب عن طريق القفز من السفينة البخارية إس إس مورا وطلب اللجوء في فرنسا بينما كانت السفينة راسية في ميناء مرسيليا. لكن مسؤولي الموانئ الفرنسية أعادوه إلى الحكومة البريطانية. عند عودته إلى الهند، حُكم على سافاركار بالسجن مدى الحياة لمدة خمسين عامًا وتم نقله إلى السجن الخلوي في جزر أندمان ونيكوبار. أُطلق سراحه في عام 1924 من قِبَل المسؤولين البريطانيين بعد أن كتب سلسلة من التماسات العفو للبريطانيين. أوقف فعليًا أي انتقاد للنظام البريطاني بعد إطلاق سراحه من السجن.
بعد عام 1937، بدأ السفر على نطاق واسع وأصبح خطيبًا وكاتبًا قويًا وداعيًا إلى الوحدة السياسية والاجتماعية الهندوسية. في عام 1938، تقلّد منصب الرئيس لماراثي ساهيتيا ساميلان في مومباي. شغل سافاركار منصب رئيس حزب الماهاسابها الهندوسي وأيّد فكرة الهند باعتبارها راشترا هندوتفا (أمة هندوسية). أكّد سافاركار للسيخ أنه «عندما يستيقظ المسلمون من أحلامهم اليومية في باكستان، فإنهم سيرون سيخستان في بنجاب». لم يتحدث سافاركار عن الهندوس أو الأمة أو الراج الهندوسي فحسب، بل أراد الاعتماد على السيخ في البنجاب لتأسيس سيخستان.
بحلول عام 1939، أقام سافاركار تحالفًا مع رابطة مسلمي عموم الهند بعد تفكيكهما من قِبَل المؤتمر الوطني الهندي. أيد سافاركار أيضًا نظرية الدولتين. انتقد علانيةً القرار الذي اتخذته لجنة العمل التابعة للمؤتمر في جلسة واردا لعام 1942 بشأن قرار أُرسل إلى الحكومة الاستعمارية البريطانية: «انسحبوا من الهند، لكن احتفظوا بجيوشكم هنا»، والذي كان يهدف إلى الدفاع عن الهند ضد غزو ياباني محتمل. في يوليو عام 1942، عندما شعر بالتوتر الشديد أثناء قيامه بواجباته كرئيس لحزب الماهاسابها، وبينما كان بحاجة إلى بعض الراحة، قدم سافاكار استقالته، وقد تزامن هذا مع حركة اتركوا الهند بقيادة مهاتما غاندي.
في عام 1948، اتُهم سافاركار بالتآمر المشترك لاغتيال المهاتما غاندي؛ غير أن المحكمة برأته لعدم كفاية الأدلة.

## حياته ومهنته

### سجين في أندمان

#### التماسات العفو

##### 1911
تقدم سافاركار بطلب إلى حكومة بومباي للحصول على بعض التنازلات فيما يتعلق بالحكم الصادر ضده. بيد أنه بموجب الرسالة الحكومية رقم 2022 المؤرخة 4 أبريل عام 1911، رُفض طلبه وتم إبلاغه بأن مسألة تحويل العقوبة الثانية من النقل مدى الحياة سيُنظر لها في الوقت المناسب وذلك عند انتهاء العقوبة الأولى. بعد شهر من وصوله إلى السجن الخلوي في جزر أندمان ونيكوبار، قدم سافاركار التماس العفو الأول في 30 أغسطس عام 1911. تم رفض هذا الالتماس في 3 سبتمبر عام 1911.

##### 1913
قدم سافاركار التماس العفو التالي في 14 نوفمبر عام 1913 شخصيًا إلى عضو مجلس الحاكم العام، السير ريجينالد كرادوك. وصف نفسه في رسالته بأنه «مثل الابن الضال» الذي يتوق للعودة إلى «الأحضان الأبوية للحكومة». كتب أيضًا أن إطلاق سراحه من السجن سيعيد صياغة إيمان العديد من الهنود بالحكم البريطاني. قال أيضًأ: «علاوةً على ذلك، فإن تحولي إلى الخط الدستوري سيعيد كل هؤلاء الشباب الضالين في الهند وخارجها الذين كانوا ينظرون إلي ذات مرة كمرشد لهم. أنا مستعد لخدمة الحكومة بأي صفة تريدونها لأن تحولي هذا نابع من القلب لذلك آمل أن يكون ذلك في المستقبل. من خلال إبقائي في السجن، لن أتمكن من الحصول على أي شيء مقارنةً بما يمكن أن يكون بخلاف ذلك».

##### 1917
في عام 1917، قدم سافاركار التماسًا آخر للعفو، لكن هذه المرة للحصول على عفو عام عن جميع السجناء السياسيين. أُبلغ سافاركار في 1 فبراير عام 1918 أن هذه العريضة قد قدمت إلى الحكومة الاستعمارية البريطانية. في ديسمبر عام 1919، أصدر الملك الإمبراطور جورج الخامس مرسومًا مَلَكيًا. تضمنت الفقرة 6 من هذا المرسوم إعلان العفو المَلَكي للسجناء السياسيين. في ضوء هذا المرسوم، قدم سافاركار التماس العفو الرابع إلى الحكومة الاستعمارية البريطانية في 30 مارس عام 1920، والذي ذكر فيه أنه «بعيدًا تمامًا عن الإيمان بالمدرسة المتشددة التابعة لميخائيل باكونين، فأنا لا أساهم حتى في اللاسلطوية السلمية والفلسفية لأي من كوروباتكين أو تولستوي. وفيما يتعلق بميولي الثورية في الماضي: - لا يتعلق الأمر الآن فقط بموضوع مشاركة العفو، لكن قبل سنوات من ذلك أبلغت الحكومة وكتبت إليها في التماساتي السابقة (1918، 1914) عن نيتي الراسخة بالالتزام بالدستور والوقوف إلى جانبه بمجرد أن بدأ السيد مونتاغو في تأطيره. منذ ذلك الحين، أكدت الإصلاحات والإعلان فقط في آرائي، وقد أعلنت مؤخرًا عن إيماني واستعدادي للوقوف إلى جانب التطور المنظم والدستوري».

رُفض هذا الالتماس في 12 يوليو عام 1920 من قِبَل الحكومة الاستعمارية البريطانية. بعد النظر في الالتماس، فكرت الحكومة الاستعمارية البريطانية في إطلاق سراح غانيش سافاركار فقط دون فيناياك سافاركار. فيما يلي الأساس المنطقي المزعوم لقيامها بذلك:
يمكن الملاحظة بأنه في حال تم الإفراج عن غانيش واحتجاز فيناياك، فسيصبح الأخير إلى حد ما رهينة للأول، الذي سيرى أن سوء سلوكه لا يعرض شقيقه للخطر ولن يؤثر على فرص إطلاق سراحه أيضًا في وقت ما في المستقبل.
وقّع سافاركار بيانًا يؤيد محاكمته وحكمه والقانون البريطاني ونبذ العنف، وكانت هذه صفقة من أجل نيل حريته.